# Morue du Groenland
Gadus ogac
Espèce
Synonymes
- Gadus callarias marisalbi Derjugin, 1920[1] [2]
- Gadus callarius maris-albi Derjugin, 1920[1] [2]
- Gadus morhua marisalbi Derjugin, 1920[1]
- Gadus morhua ogac Richardson, 1836[1] [2]
- Gadus ogat Krøyer, 1847[2]
- Gadus ovak Reinhardt, 1837[2]

La morue du Groenland (Gadus ogac) est une espèce de poissons de la famille des gadidés. Pour certains organismes, il ne s'agit pas d'une espèce à part entière mais d'une sous-espèce de la morue de l'Atlantique  (Gadus morhua)  baptisée Gadus macrocephalus ogac. La morue de l'Atlantique possède une ligne latérale plus pâle ; son corps est tacheté de points foncés très prononcés et ses yeux sont plus petits.

## Noms communs ou vernaculaires
Morue de roche, ogac, morue noire, "petite morue" (nom également utilisé pour désigner le poulamon atlantique), loche, morue du Pacifique.

## Biologie
- Taille maximale pour le mâle : 77 centimètres.
- Âge maximum : 12 ans.

### Habitat
Cette morue fréquente les eaux atlantiques entre le Groenland et l'Arctique ainsi que les côtes est du Canada jusqu'à la péninsule gaspésienne. Elle vit sur les hauts-fonds, dans les murs de roches et sous les quais.